# József Nyirő
József Nyirő (n. 18 iulie 1889, Jimbor, pe atunci în comitatul Odorhei, în prezent în județul Brașov – d. 16 octombrie 1953, Madrid) a fost un scriitor și politician fascist maghiar (secui), deputat în Camera inferioară a Parlamentului din Ungaria, din partea Partidului Ardelenesc, între 1941-1945.

## Originea și studiile
S-a născut la Jimbor (pe atunci, în Austro-Ungaria), fiind primul dintre cei patru copii ai lui Mihály Nyirő, directorul școlii generale din comună. În anul 1900, după decesul tatălui său, s-a mutat împreună cu familia la Odorheiu Secuiesc. Acolo a absolvit liceul catolic, apoi a studiat teologia la Alba Iulia. În continuare a studiat la facultatea de Teologie "Pazmaneum" din Viena, pe care a absolvit-o în 1912.

## Primii ani de activitate
În 1912 a fost hirotonit preot romano-catolic la Sibiu. Între 1914-1915 a activat ca profesor de religie la Bistrița, apoi ca paroh la Chidea (între 1915-1919), după care a fost excomunicat din cauza relației sale cu Ilona Bedő, cu care s-a căsătorit în 1919. Din căsnicia celor doi au rezultat trei copii. După excluderea din cler a luat în arendă moara din Chidea, pentru întreținerea sa și a familiei.
După excluderea din rândul clerului, a revenit la viața laică și a desfășurat timp de două decenii o intensă activitate de scriitor, filosof și jurnalist. A fost prieten și coleg cu scriitorii transilvaniști: Sándor Kacsó, Jenő Szentimrei, Áron Tamási, Albert Wass, Károly Kós etc. A fost redactor la mai multe reviste literare maghiare: Pásztortűz, Erdélyi Helikon, Keleti Újság. Nyirő József a fost un politician extremist, membru al Partidului Național Maghiar și, după interzicerea acestuia în 1939, al Partidului Ardelean, înființat la Budapesta în decembrie 1940. A fost un cunoscut activist antisemit, lăudând Germania nazistă.

## Activitatea politică
În 1941, după cedarea Transilvaniei de Nord prin Dictatul de la Viena (1940), Nyírő s-a stabilit la Budapesta, unde a fost redactor-șef la două ziare de extremă dreapta «Magyar erő» (română „Forța maghiară”) (1942-1943) și «Magyar Ünnep» (1944). După puciul fascist din octombrie 1944 al lui Ferenc Szálasi, Nyírő a fost deputat în parlamentul ungar dominat de formațiunea politică fascistă a lui Szálasi, Partidul Crucilor cu Săgeți (mișcarea nyilas-ilor). În martie 1945, la apropierea liniei frontului sovieto-român, împreună cu membrii Guvernului Szálasi și cu colegi ai săi din Parlamentul Ungar, a fugit în Austria, într-un convoi al armatei germane, apoi și-a continuat drumul până în Germania, unde a locuit în zona de ocupație militară americană, unde a avut funcția de ministru al Educației Naționale în guvernul ungar exilat. A avut câteva tentative eșuate de emigrare în SUA.
După înființarea în 1949 a Germaniei de Vest, temându-se de extrădarea în Republica Populară Ungară, Nyírő s-a refugiat în Spania, unde la putere se afla regimul fascist al lui Francisco Franco. În Madrid a înființat câteva organizații ale maghiarilor exilați după 1945 (de ex., redactor la Radio Spania; fondatorul Editurii Kossuth) 

## Controverse postume

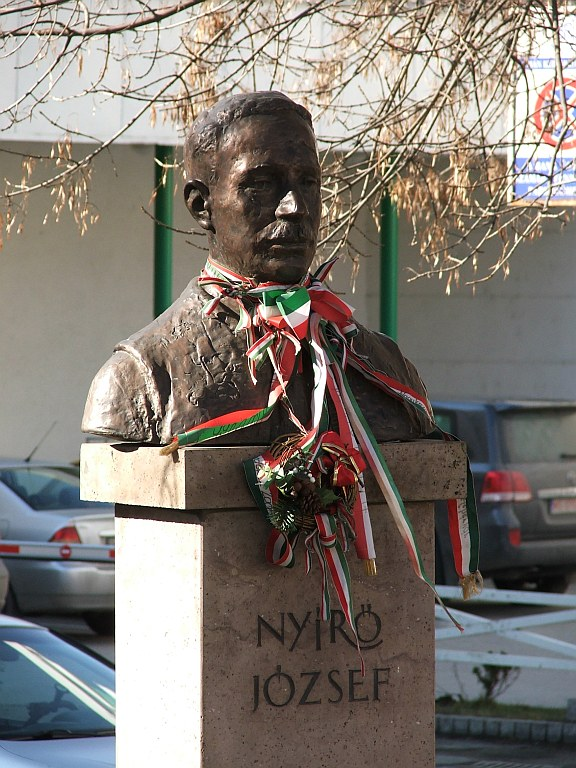
Statuia scriitorului din Odorheiu Secuiesc

Lucrări ale scriitorilor József Nyirő și Albert Wass au fost introduse în programa de studiu obligatorie pentru literatura maghiară din școlile și liceele din Ungaria după terminarea regimului comunist, 1989. Acest fapt a dus la ample proteste în fața Ministerului Resurselor Umane de la Budapesta, din cauza vederilor politice.
Deși este o personalitate controversată, în mai multe localități au fost dezvelite statui ale sale, precum la Jimbor, comuna sa natală, în 2004, la Odorheiu Secuiesc etc.
Cenușa lui József Nyírő (decedat la Madrid în 1953) a fost adusă în Ungaria în 2010, la inițiativa parlamentului de la Budapesta. Intenția reînhumării rămășițelor pământești ale lui József Nyirő de Rusaliile catolice ale anului 2012 (27 mai) în cadrul unei ceremonii oficiale la Odorheiu Secuiesc a stârnit protestul autorităților române și al UDMR, care au pus manifestația pe seama campaniei electorale a Partidului Civic Maghiar. Inițiatorul si organizatorul reînhumării a fost Jenõ Szász, președintele Partidului Civic Maghiar, fost primar al Odorheiului Secuiesc,  sprijinit în această inițiativă de László Kövér, președintele Parlamentului de la Budapesta, membru al partidului de guvernământ FIDESZ și președinte de onoare al PCM.

## Activitatea literară
- Jézusfaragó ember ("Omul dăltuitor de Isus"), Cluj, 1937
- Isten igájában ("În jugul lui Dumnezeu"), Cluj, 1926
- A sibói bölény ("Bizonul de la Jibou"), Cluj, 1929
- Kopjafák ("Stâlpi de morminte"),[9] Cluj, 1924; în germană: Die Totenpfähle. Ein Buch aus Siebenbürgen, Berlin, 1941 (reed. 1944);
- Székelyek ("Secui"), Cluj, 1936
- Az én népem ("Poporul meu"), Cluj. 1935; Toronto (Canada), 1967
- Uz Bence ("Benedict Uz"), Odorheiu Secuiesc, 1933; Cluj, 1992; în germană: Der Uz. Roman aus den Schneebergen Siebenbürgens, Berlin, 1937; în estonă: Mägede mees, Toronto, 1970
- Havasok könyve ("Cartea munților"), Budapesta, 1936; în germană: Die Schneeberge, Berlin, 1940;
- Mádéfalvi veszedelem ("Masacrul de la Siculeni")[10], Cluj, 1939
- Néma küzdelem ("Luptă surdă"), Budapesta, 1944
- Zöld csillag ("Stea verde"), Youngstown (?), 1950
- Az elszántak ("Îndârjiții"), Budapesta, 1943
- Ime az emberek ("Iată oamenii"), Buenos Aires, 1951
- Mi az igazság Erdély esetében ?, Cleveland (SUA), 1952
- Leánykérés a havason, Budapesta, 1989
- Küzdelem a halállal, Cluj, 1991